# Mars-Klasse (1741)
Die Mars-Klasse war eine Klasse von zwei 64-Kanonen-Linienschiffen der französischen und später britischen Marine, die von Blaise-Joseph Ollivier entworfen wurde und von 1741 bis 1772 in Dienst stand.

## Einheiten
| Name   | Bauwerft         | Kiellegung  | Stapellauf       | Indienststellung | Verbleib |
| ------ | ---------------- | ----------- | ---------------- | ---------------- | --- |
| Mars   | Arsenal de Brest | Januar 1739 | Mai 1740         | April 1741       | Am 11. Oktober 1746 durch die Royal Navy gekapert, als Mars in Dienst, am 24. Juli 1755 beim Einlaufen in den Hafen von Halifax gesunken |
| Alcide | Arsenal de Brest | März 1742   | 6. Dezember 1742 | 1744             | Am 8. Juni 1755 durch die Royal Navy gekapert, als Alcide in Dienst, am 27. Mai 1772 in Portsmouth verkauft                              |

## Technische Beschreibung
Die Klasse war als Batterieschiff mit zwei durchgehenden Geschützdecks konzipiert und hatte eine Länge von 48,4 Metern (Geschützdeck), eine Breite von 13,8 Metern und einen Tiefgang von 5,9 Metern bei einer Verdrängung von 1100/2000 Tonnen. Sie waren Rahsegler mit drei Masten (Fockmast, Großmast und Kreuzmast). Der Rumpf schloss im Heckbereich mit einem Heckspiegel, in den Galerien integriert waren, die in die seitlich angebrachten Seitengalerien mündeten.
Die Besatzung hatte im französischen Dienst im Frieden eine Stärke von 416 Mann und im Kriegsfall auf 466 Mann (6 Offiziere und 410 bzw. 460 Unteroffiziere bzw. Mannschaften). Die Bewaffnung der Klasse bestand aus 64 Kanonen.
|               | Unteres Batteriedeck   | Oberes Batteriedeck    | Backdeck             | Achterdeck           | Kanonen (Geschossgewicht) |
| ------------- | ---------------------- | ---------------------- | -------------------- | -------------------- | ------------------------- |
| Design        | 26 × franz.-24-Pfünder | 28 × franz.-12-Pfünder | 2 × franz.-6-Pfünder | 8 × franz.-6-Pfünder | 64 Kanonen (249,65 kg)    |
| 1747 (Mars)   | 26 × brit.-24-Pfünder  | 28 × brit.-12-Pfünder  | 2 × brit.-6-Pfünder  | 8 × brit.-6-Pfünder  | 64 Kanonen (231,285 kg)   |
| 1757 (Alcide) | 26 × brit.-24-Pfünder  | 28 × brit.-12-Pfünder  | 4 × brit.-6-Pfünder  | 6 × brit.-6-Pfünder  | 64 Kanonen (231,285 kg)   |